# Basilisk: I segreti mortali dei ninja
(Basilisk)
Basilisk: i segreti mortali dei ninja (バジリスク 〜甲賀忍法帖〜?, Basilisk kōga ninpō chō) è un manga scritto e disegnato da Masaki Segawa, basato sul romanzo Kōga Nimpōchō dello scrittore giapponese Futaro Yamada. Serializzato da febbraio 2003 a luglio 2004 sulla rivista Young Magazine Uppers, i capitoli sono stati raccolti in 5 tankōbon. In Italia è stato pubblicato dalla Planet Manga, etichetta di Panini Comics. Il manga ha vinto il premio Kodansha per i manga nel 2004 come miglior manga della categoria generale.
Nel 2005 viene creata la trasposizione in anime da parte dello studio Gonzo. La distribuzione italiana dell'anime viene annunciata durante la conferenza tenuta da VVVVID e AnimeClick.it a Cartoomics 2015 e resa visibile in streaming sul portale VVVVID a partire da maggio 2015 in lingua giapponese con sottotitolati in italiano.

## Trama
Nel Giappone medievale, i clan ninja di Iga e di Koga sono vincolati da un patto di non aggressione firmato dopo quasi quattrocento anni di guerra dal signore feudale Hanzo Hattori nell'era Tokugawa. Nonostante questa situazione, i due eredi di queste casate, Oboro di Iga e Gennosuke di Koga sono seriamente decisi a sposarsi, dopo aver ottenuto anche il permesso dai loro parenti.
Il patto di non aggressione viene però spezzato dal membro più anziano dei Tokugawa, Ieyasu, lo shogun, che decide di far scontrare i due clan per stabilire a chi dei suoi due figli andrà il suo shogunato, associandone uno per ogni clan. La sorte di Takechiyo, il primogenito, viene affidata al clan di Iga, quella del secondogenito, Kunichiyo al clan di Koga. Dieci ninja per ogni fazione vengono così scelti per sfidarsi all'ultimo sangue fino ad una data prestabilita, nella quale il clan che avrà subito meno perdite sarà il vincitore e godrà dei favori del signore feudale.

## Personaggi

### I ninja del Clan di Koga
- Danjo Koga

Nonno di Gennosuke e capo del Clan di Koga. Danjo è specializzato nelle arti degli aghi avvelenati. Quando era giovane era innamorato di Ogen ma, per una serie di incomprensioni, finirono con l'odiarsi a vicenda. Muore per mano di Ogen di Iga.
- Gennosuke Koga

Nipote di Danjo Koga. Gennosuke fa uso della tecnica del doujutsu, letteralmente tecnica dell'ipnosi e dell'illusione che ha imparato da Hyoma. Il doujutsu costringe il nemico a rivoltare contro sé stesso i propri attacchi se questi, animato da intenzioni ostili, guardi negli occhi il possessore. È innamorato di Oboro del Clan di Iga ed è il suo promesso sposo per tentare di riunire i due clan; anche nei tempi più duri si preoccupa sempre del benessere dell'amata.
- Hyoma Muroga

Zio materno e maestro di Gennosuke, al quale ha insegnato la tecnica del doujutsu e da cui ne viene superato in maestria in quanto, a differenza del nipote/allievo, può usare la tecnica solo dopo il tramonto del sole. È cieco dalla nascita e di conseguenza sviluppa un udito eccezionale e la capacità di "vedere con gli occhi della mente".
- Saemon Kisaragi

Fratello maggiore di Okoi Kisaragi. Ha l'abilità di riuscire ad assumere le sembianze di chiunque e può persino variare la sua altezza di 20 centimetri; per poter assumere i connotati di qualcuno, ha bisogno dell'impronta del viso della persona in questione fatta nel fango, dove poi immergerà il proprio volto. Ha inoltre l'abilità di imitare alla perfezione la voce di chiunque.
- Okoi Kisaragi

Sorella minore di Saemon Kisaragi. Quando è in diretto contatto con la pelle di qualcuno, può succhiarne il sangue; più contatto c'è, più velocemente riesce a succhiarne il sangue. A causa del bisogno del contatto pelle a pelle si veste in modo più scollato degli altri.
- Gyobu Kasumi

È in grado di fondersi con oggetti solidi ed usa questa abilità per passare inosservato e fare attacchi a sorpresa. Preferisce lo strangolamento a sorpresa e vuole vendicarsi per la morte di suo padre
- Jubei Jimushi

Possiede la capacità di predire il futuro mediante uno strumento che custodisce gelosamente nella sua residenza, le sue predizioni non sbagliano mai. Privo di braccia e gambe riesce a muoversi strisciando a terra come un serpente riuscendo ad essere più veloce di un uomo. Possiede anche una lunga lingua prensile con cui usa una spada che nasconde in gola.
- Shogen Kazamachi

Ha una grossa gobba sulla schiena e si muove a quattro zampe (ha un aspetto che ricorda molto un ragno). Possiede una lingua lunga, che espelle un catarro con una forza adesiva cento volte più elevata di una comune colla. Attacca immobilizzando le sue vittime con il suo catarro ed uccidendoli poi con calma.
- Josuke Udono

Il suo corpo enorme gli permette di incassare molti colpi senza danni. Questa comprende anche le spade, rendendolo quasi invulnerabile a qualsiasi attacco fisico. È anche in grado di arrotolarsi a sfera e rotolare a velocità elevate.
- Kagero

È una giovane donna molto bella il cui fiato diventa velenoso quando è sessualmente eccitata; questo porta normalmente alla morte dei suoi amanti. È follemente innamorata di Gennosuke, ma non può farci niente: qualsiasi forma di intimità potrebbe essere fatale per lui.

### I ninja del Clan di Iga
- Dama Ogen

Capo del Clan di Iga. Quando era giovane era nella stessa situazione di sua nipote Oboro, innamorata di Danjo e intenzionata a riunire i due clan dopo anni di guerre, ma dopo un malinteso mai chiarito si convinse che il clan Koga avesse orchestrato un attacco al suo clan portandola ad odiare Danjo e quindi a separarsi da lui. Muore per mano di Danjo del clan di Koga, non prima di averlo ucciso a sua volta.
- Oboro

Nipote di Ogen e capo del Clan dopo la sua morte. I suoi occhi possiedono l'hagen no hitomi, che è in pratica la capacità di vanificare le tecniche ninja avversarie semplicemente entrando in contatto visivo con gli occhi del nemico in questione. È una persona molto pacifica e non ha alcun desiderio di iniziare una guerra. Ben presto verrà scavalcata da Tenzen che diviene il vero capo degli Iga. Oboro fa di tutto per mantenere la pace tra i due clan, addirittura accecandosi temporaneamente da sola con il leggendario preparato dei "sette giorni di cecità" di sua nonna in modo da non dover usare la sua abilità. È fidanzata con Gennosuke e lo ama.
- Tenzen Yakushiji

Influente ed ambizioso esponente del clan. Nonostante abbia oltre 170 anni conserva un aspetto giovanile. È nato con un gemello "incorporato" di cui si vede solo un occhio sull'orecchio di Tenzen. Questo gemello sembra svegliarsi solo quando Tenzen viene ferito o ucciso, rigenerando il corpo di Tenzen "mangiando" le ferite; questa è la ragione per la sua età. Anche quando viene decapitato si può rigenerare se la testa viene rimessa al suo posto con il gemello che sutura la ferita.
- Nenki Mino

È in grado di controllare i suoi peli/capelli ed usarli come se fossero degli arti. Riesce anche a sostenere il proprio peso, per esempio, spostandosi da albero ad albero usando solo i suoi capelli. Tutto il suo corpo e ricoperto di peli, simile ad una scimmia. Nenki riesce anche a formare degli aghi molto pungenti con i suoi peli.
- Azuki Rousai

Anziano dal carattere acido, riesce ad espandere a piacere i propri arti; ciò gli permette di dare pugni e calci da una distanza notevole con una forza incredibile. Prova un profondo odio per i Koga.
- Yashamaru

Usa dei fili taglienti fatti di capelli di giovani donne intinti in uno speciale olio animale preparato dalla vecchia Ogen. Questi fili riescono a tagliare anche grosse rocce e mura. Yashamaru è il marito di Hotarubi.
- Hotarubi

È la moglie di Yashamaru, e porta con sé un serpente velenoso che la difende. Riesce ad evocare delle farfalle rosa che possono distrarre il nemico o nasconderla mentre scappa; possono anche attaccare e fare altri danni. .
- Jingoro Amayo

Il contatto con il sale gli dà la possibilità di liquefarsi e muoversi in questa forma. Se questa forma dura troppo a lungo gli causa una sete elevata e l'unico modo per tornare ad avere la forma umana è il contatto con l'acqua.
- Akeginu

È la guardia del corpo di Oboro. È in grado di controllare il proprio sangue facendolo fuoriuscire e schizzare negli occhi del nemico per accecarlo o per creare una nebbia con cui offuscare la vista. È innamorata di Koshiro, il quale non ricambia.
- Koshiro Chikuma

Fa uso di due falci che lancia con grande precisione. Riesce a creare dei vuoti d'aria con il fiato e promette di proteggere Oboro ad ogni costo; è follemente innamorato di lei.

### Altri
Ci sono svariati personaggi storici che appaiono in questo titolo. Tra i quali:
- Tokugawa Ieyasu
- Yagyu Munenori
- Hattori Hanzō

## Episodi anime

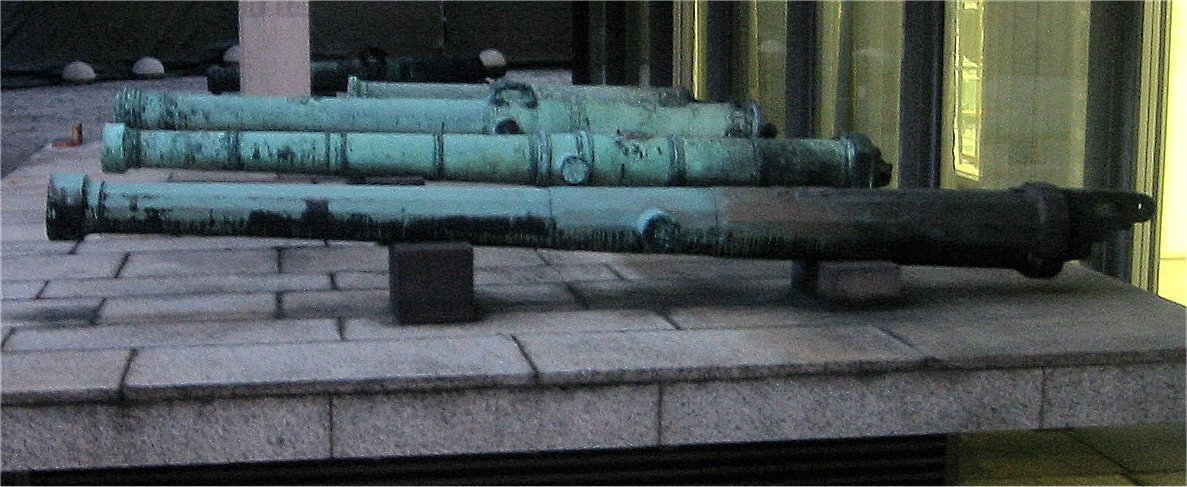
Logo dell'anime

| Nº | Titolo italiano Giapponese 「Kanji」 - Rōmaji              | In onda           | In onda |
| Nº | Titolo italiano Giapponese 「Kanji」 - Rōmaji              | Giapponese        |         |
| 1  | Destiny 「相思相殺」 - Sōshi Sōsatsu                       | 12 aprile 2005    |         |
| 2  | Last Rendezvous 「胎動弐場」 - Taidō Niba                  | 19 aprile 2005    |         |
| 3  | The Onslaught of War 「凶蟲無惨」 - Kyōchū Muzan           | 26 aprile 2005    |         |
| 4  | The Horned Owl 「妖郭夜行」 - Yōkaku Yakō                  | 3 maggio 2005     |         |
| 5  | The Surprise Attack 「忍者六儀」 - Ninja Rokugi            | 10 maggio 2005    |         |
| 6  | Longing in the Rain 「降涙恋慕」 - Kōrui Renbo             | 17 maggio 2005    |         |
| 7  | The Bloodsucking Seductress 「人肌地獄」 - Hitohada Jigoku | 24 maggio 2005    |         |
| 8  | Cage of Blood 「血煙無情」 - Chikemuri Mujō                | 31 maggio 2005    |         |
| 9  | Farewell 「哀絶霖雨」 - Aizetsu Rinu                       | 7 giugno 2005     |         |
| 10 | Divine Mandate 「神祖御諚」 - Shinso Gojō                  | 14 giugno 2005    |         |
| 11 | On Their Own 「石礫無告」 - Sekireki Mukoku                | 21 giugno 2005    |         |
| 12 | Remembrance 「追想幻燈」 - Tsuisō Gentō                    | 28 giugno 2005    |         |
| 13 | A Swarm of Butterflies 「胡蝶乱舞」 - Kochō Ranbu          | 5 luglio 2005     |         |
| 14 | Fallen Flower 「散花海峡」 - Sange Kaikyō                  | 12 luglio 2005    |         |
| 15 | Reckoning 「波涛獄門」 - Hatō Gokumon                      | 19 luglio 2005    |         |
| 16 | First Impressions 「懐抱淡画」 - Kaihō Tanga               | 26 luglio 2005    |         |
| 17 | Wandering Hearts 「昏冥流亡」 - Konmei Rubō                | 2 agosto 2005     |         |
| 18 | A Dawn Without Light 「無明払暁」 - Mumyō Futsugyō         | 9 agosto 2005     |         |
| 19 | Conspiracy 「猛女姦謀」 - Mōjo Kanbō                       | 16 agosto 2005    |         |
| 20 | River of Mercy 「仁慈流々」 - Jinji Ryūryū                 | 23 agosto 2005    |         |
| 21 | With All Her Heart 「魅殺陽炎」 - Misatsu Kagerō           | 30 agosto 2005    |         |
| 22 | The Haunted 「鬼哭啾々」 - Kikoku Shūshū                   | 6 settembre 2005  |         |
| 23 | Emancipation 「夢幻泡影」 - Mugen Hōyō                     | 13 settembre 2005 |         |
| 24 | Requiem 「来世邂逅」 - Raise Kaikō                         | 20 settembre 2005 |         |